# Palicourea puberulenta
Palicourea puberulenta är en måreväxtart som beskrevs av Julian Alfred Steyermark. Palicourea puberulenta ingår i släktet Palicourea och familjen måreväxter. Inga underarter finns listade i Catalogue of Life.